# (4197) Morfeo
(4197) Morfeo es un asteroide que forma parte de los asteroides Apolo y fue descubierto por Eugene Merle Shoemaker y Eleanor Francis Helin el 11 de octubre de 1982 desde el observatorio del Monte Palomar, Estados Unidos.

## Designación y nombre
Morfeo recibió inicialmente la designación de 1982 TA.
Posteriormente, en 2015, se nombró por Morfeo, un personaje de la mitología griega.

## Características orbitales
Morfeo orbita a una distancia media del Sol de 2,296 ua, pudiendo alejarse hasta 4,069 ua y acercarse hasta 0,5237 ua. Su excentricidad es 0,7719 y la inclinación orbital 12,58 grados. Emplea en completar una órbita alrededor del Sol 1271 días.
Morfeo es un asteroide cercano a la Tierra.

## Características físicas
La magnitud absoluta de Morfeo es 14,6. Emplea 3,538 horas en completar una vuelta sobre su eje y tiene 1,8 km de diámetro. Su albedo se estima en 0,37. Morfeo está asignado al tipo espectral Sq de la clasificación SMASSII.